# Amt Westhofen (Hanau-Lichtenberg)

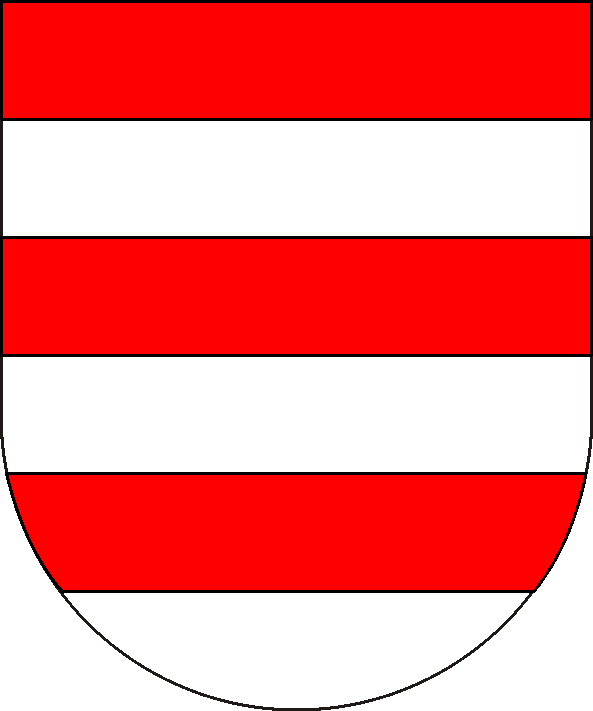
Wappen der Herrschaft Ochsenstein

Wappen der Herrschaft Lichtenberg

Wappen der Grafschaft Zweibrücken-Bitsch

Wappen der Grafschaft Hanau-Lichtenberg seit 1606

Wappen der Landgrafschaft Hessen-Darmstadt

Das Amt Westhofen (auch: „Amt Westhofen und Balbronn“ oder „Amt Balbronn“) war ein Amt der Herrschaft Lichtenberg, später der Grafschaft Hanau-Lichtenberg, von der es an die Landgrafschaft Hessen-Darmstadt überging.

## Geschichte
Im 15. Jahrhundert war das Amt Westhofen klein und umfasste nur Balbronn, Traenheim und Westhoffen. Anna von Lichtenberg (* 1442; † 1474), eine der beiden Erbtöchter Ludwigs V. von Lichtenberg (* 1417; † 1474) heiratete 1458 den Grafen Philipp I. den Älteren von Hanau-Babenhausen (* 1417; † 1480), der eine kleine Sekundogenitur aus dem Bestand der Grafschaft Hanau erhalten hatte, um sie heiraten zu können. Durch die Heirat entstand die Grafschaft Hanau-Lichtenberg. Nach dem Tod des letzten Lichtenbergers, Jakob von Lichtenberg, eines Onkels von Anna, erhielt Philipp I. d. Ä. 1480 die Hälfte der Herrschaft Lichtenberg. Dazu zählte auch das Amt Westhofen.
1570 kam es zu einem weiteren bedeutenden Erbfall: Graf Jakob von Zweibrücken-Bitsch (* 1510; † 1570) und sein schon 1540 verstorbener Bruder Simon V. Wecker hinterließen nur jeweils eine Tochter als Erbin. Die Tochter des Grafen Jakob, Margaretha (* 1540; † 1569), war mit Philipp V. von Hanau-Lichtenberg (* 1541; † 1599) verheiratet. Zu dem sich aus dieser Konstellation ergebenden Erbe zugunsten der Grafschaft Hanau-Lichtenberg zählten unter anderem die Grafschaft Zweibrücken-Bitsch und die mit ihr verbundene Herrschaft Ochsenstein. Ein erheblicher Teil von deren Gebietsbestand wurde in der Folgezeit dem Amt Westhofen zugeschlagen, so dass es zu einem der umfangreichen Ämter der Grafschaft Hanau-Lichtenberg wurde.
Durch die Reunionspolitik Frankreichs fielen 1680 erhebliche der im Elsass gelegenen Teile der Grafschaft Hanau-Lichtenberg unter die Oberhoheit Frankreichs. Dazu zählte auch das Amt Westhofen.
1736 starb mit Graf Johann Reinhard III. der letzte männliche Vertreter des Hauses Hanau. Aufgrund der Ehe seiner einzigen Tochter, Charlotte (* 1700; † 1726), mit dem Erbprinzen Ludwig (VIII.) (* 1691; † 1768) von Hessen-Darmstadt fiel die Grafschaft Hanau-Lichtenberg nach dort. Im Zuge der Französischen Revolution fiel dann der linksrheinische Teil der Grafschaft Hanau-Lichtenberg – und damit auch das Amt Westhofen – an Frankreich. Dieses löste im Zuge der revolutionären Umstrukturierung der Verwaltung auch die alte Amtsverwaltung auf.
Nach einer Zählung vom Mai 1798 hatte das Amt 5.463 Einwohner.

## Bestandteile

### Ortschaften
| Ort                                                                 | Herkunft                                                                       | Recht                                                                             | Anmerkung                                                                          |
| ------------------------------------------------------------------- | ------------------------------------------------------------------------------ | --------------------------------------------------------------------------------- | ---------------------------------------------------------------------------------- |
| Allenwiller (Allenweiler)                                           | Herrschaft Ochsenstein                                                         | Lehen des Bischofs von Metz                                                       |                                                                                    |
| Balbronn (Burg und Dorf)                                            | Erstbelehnung 21. Oktober 1302                                                 | Reichslehen                                                                       | Im 15. Jh. zum Amt Wörth gehörig.                                                  |
| Dimbsthal                                                           |                                                                                | Lehen des Bischofs von Metz                                                       | Gehörte in Hessen-Darmstädtischer Zeit nicht mehr zum Amt Westhofen.               |
| Furchhausen (Burg und Dorf) (Furenhausen)                           | Herrschaft Ochsenstein                                                         |                                                                                   |                                                                                    |
| Garburg                                                             |                                                                                |                                                                                   | Gehörte in Hessen-Darmstädtischer Zeit nicht mehr zum Amt Westhofen.               |
| Burgen Geroldseck (Groß- und Klein-Geroldseck)                      | Herrschaft Ochsenstein                                                         |                                                                                   | Gehörte in Hessen-Darmstädtischer Zeit nicht mehr zum Amt Westhofen.               |
| Gottenhausen                                                        | Herrschaft Ochsenstein                                                         |                                                                                   | Gehörte in Hessen-Darmstädtischer Zeit nicht mehr zum Amt Westhofen.               |
| Haegen (Hagen)                                                      |                                                                                | Lehen des Bischofs von Metz                                                       | Gehörte in Hessen-Darmstädtischer Zeit nicht mehr zum Amt Westhofen.               |
| Hengwiller (Hengweiler)                                             | Herrschaft Ochsenstein                                                         | Lehen des Bischofs von Metz                                                       |                                                                                    |
| Hürtigheim (Hirtigheim)                                             |                                                                                | ½ zu Hanau-Lichtenberg                                                            |                                                                                    |
| Irmstett                                                            | Herrschaft Ochsenstein                                                         |                                                                                   |                                                                                    |
| Lochweiler (Lechtweiler)                                            | Herrschaft Ochsenstein                                                         |                                                                                   | Gehörte in Hessen-Darmstädtischer Zeit nicht mehr zum Amt Westhofen.               |
| Maursmünster (Burg, Stadt und Vogtei über das Kloster Maursmünster) | 1393 Anteil des Bischofs von Straßburg, 1454 Anteil der Herrschaft Ochsenstein | Lehen, entweder des Bischofs von Metz, aber wohl eher des Bischofs von Straßburg. | Gehörte in Hessen-Darmstädtischer Zeit nicht mehr zum Amt Westhofen.               |
| Burg Ochsenstein                                                    | Herrschaft Ochsenstein                                                         | Lehen des Bischofs von Metz                                                       | Gehörte in Hessen-Darmstädtischer Zeit nicht mehr zum Amt Westhofen.               |
| Pfortzenhausen                                                      |                                                                                |                                                                                   | Gehörte in Hessen-Darmstädtischer Zeit nicht mehr zum Amt Westhofen.               |
| Reinhardsmünster                                                    | Herrschaft Ochsenstein                                                         | Lehen des Bischofs von Metz                                                       | Bis ins 18. Jh.: „Neudorf“; auch nach der Reformation: römisch-katholische Pfarrei |
| Reutenburg                                                          | Herrschaft Ochsenstein                                                         | Lehen des Bischofs von Metz                                                       | Gehörte in Hessen-Darmstädtischer Zeit nicht mehr zum Amt Westhofen.               |
| Salenthal                                                           | Herrschaft Ochsenstein                                                         | Lehen des Bischofs von Metz                                                       | Gehörte in Hessen-Darmstädtischer Zeit nicht mehr zum Amt Westhofen.               |
| Sindelsberg                                                         |                                                                                |                                                                                   | Gehörte in Hessen-Darmstädtischer Zeit nicht mehr zum Amt Westhofen.               |
| Singrist                                                            | Herrschaft Ochsenstein                                                         | Lehen des Bischofs von Metz                                                       | Gehörte in Hessen-Darmstädtischer Zeit nicht mehr zum Amt Westhofen.               |
| Thal bei Maursmünster                                               | Herrschaft Ochsenstein                                                         | 3/8 zu Hanau-Lichtenberg, Lehen des Bischofs von Metz                             | Gehörte in Hessen-Darmstädtischer Zeit nicht mehr zum Amt Westhofen.               |
| Traenheim                                                           | 1431 Erstbelehnung                                                             | ½ Allod, die andere Hälfte Reichslehen gemeinsam mit den Herren von Flachslanden  | Im 15. Jh. zum Amt Wörth gehörig.                                                  |
| Westhoffen (Westhofen)                                              | 21. Oktober 1302 Erstbelehnung                                                 | Reichslehen                                                                       |                                                                                    |
| Winzenheim                                                          |                                                                                |                                                                                   |                                                                                    |
| Wolschheim (Wolschheim, Wolfsheim)                                  | Herrschaft Ochsenstein                                                         | Lehen des Bischofs von Metz                                                       |                                                                                    |

### Weitere Bestandteile
Zum Amt Westhofen gehörten weiter folgende Einzelhöfe:
- Haberackerhof[2] (Lehen des Bischofs von Metz)[1]
- Viehhof bei Ochsenstein (Lehen des Bischofs von Metz)[1]
- der Freihof zu Haegen (Hagen), Lehen des Bischofs von Metz[15]

und

3/8 der Mark Maursmünster